# Заец, Борис Михайлович
Борис Михайлович Заец (10 июня 1932, Подол, Варвинский район, Харьковская область, Украинская ССР, СССР — 5 января 2007, Киев, Украина) — украинский цирковой режиссёр, педагог, народный артист УССР (1976), генеральный директор Национального цирка Украины, профессор Киевского государственного университета театрального искусства, академик Российской академии циркового искусства. Кавалер ордена князя Ярослава Мудрого V степени (2001), награждён медалями «За трудовое отличие», Святого князя Владимира, Нестора Летописца, а также международным орденом Святого Станислава.

## Биография
Окончил ремесленное училище, работал токарем в Красном Луче на шахте «Сталинская выработка». Посещал театральный кружок. Без отрыва от производства окончил Днепропетровское театральное училище, затем поступил в Харьковский театральный институт. Его выпускной постановкой стала пьеса «Бывшие мальчишки» — о детях-сиротах. Дипломной работой в цирке стала постановка «Баллада о смелом клоуне».
В 1964 году переехал в Киев и начал работать в Киевском цирке. Более 40 лет возглавлял его: с 1964 года — главный режиссёр, с 1976 года и до конца жизни — главный режиссёр и директор.
В 1992 году, под давлением властей, был вынужден уйти с поста и переехал жить на дачу в посёлке Срибное. В день его 60-летия пришла правительственная телеграмма с вызовом на работу. Оказалось, что артисты цирка — с лошадьми и зверями — пришли к Совету Министров Украины с требованием вернуть Заеца на должность директора. На первом представлении после его возвращения артисты пронесли Бориса Михайловича на руках по манежу перед тысячами зрителей.
С супругой Ниной воспитал дочь и сына. Похоронен в селе Подол Сребнянского района.